# چتن‌لی (دغوبایزید)
چتن‌لی (به ترکی استانبولی: Çetenli، به کردی: Teperîz، به ارمنی: Թափարիզ) یک منطقهٔ مسکونی در ترکیه است که در دغوبایزید واقع شده‌است.